# こちら三河放送局
こちら三河放送局（こちらみかわほうそうきょく）は、かつて愛知県豊川市から三河地方の情報を発信するインターネットテレビであった。通称は「こちみか」。運営は、個人が行っていた。
田原市の喧嘩凧合戦、豊川市のうなごうじまつり、岡崎市の岡崎桜まつり和太鼓フェスティバル等のイベント、新城市の鮎滝、豊川市の豊川稲荷等の名所の紹介をはじめ、三河のニュースや、文化、人物紹介等を週1ペースで発信している。
2025年現在、ホームページ閉鎖を確認。

## 沿革
2008年
- 2月 福島県の田村地方を紹介するインターネットテレビ「alltamura.tv」に刺激を受け、OCNのサーバ上に「こちら三河放送局」を設立
- 7月 allmikawa.tvドメインを取得
- 11月 スタッフ数名が加入
- 12月 中日新聞社の愛知県内版で紹介される
- 12月 任意団体として会則を定める

2009年
- 9月 ベアーズマガジンと共にインターネットテレビ局のネットワークづくりに参加する
- 10月 インターネット放送ネットワークに参加

2010年
- 12月 碧海ロコネット放送局、テレビとよたとより番組の提供を受ける

2011年
- 1月 碧海ロコネット放送局代表者およびテレビとよた代表者と共に、MIC(Mikawa InternetTV Community)を立ち上げ、共同運営を開始
- 2月 豊川市のケーブルテレビ　CCNetに投稿（30分枠で3週間連続して放送される）

2012年
- 豊川市のケーブルテレビ CCNETから15分の放送枠をもらい、現在放送中

2013年
- 豊橋市のケーブルテレビ TEESから15分の放送枠をもらい、新城市、田原市、豊橋市にて現在放送中
- 2013年10月 総合プロデュース CODE-G HIDEBOW、監修 岡崎まぜめん会、撮影・編集 三河インターネットテレビコミュニティ各局により。岡崎まぜめんラップ　プロモーションビデオが制作される。このプロモーションビデオには、オカザえもん、グレート家康公「葵」武将隊、勝手に観光大使 岡崎miso娘、味噌崎城、T･C Sprout(豊川市)等がボランティアで参加している。こちら三河放送局は、編集担当として、編集業務すべてを担当。

## 特色
NPO等が配信するインターネットテレビと違い、旅番組風に紹介するスタイルをとっている。ナレーターやリポーターはスタッフの場合もあるが、主として運営者本人が行っている。撮影、編集も同様。

## 放送方法
主に、YouTube上にアップロードしたビデオをホームページに貼り付け、ホームページ上から見ることができるようにしている。基本は低画質表示であるが、殆どのビデオはハイビジョン表示ができる。また、各ビデオ毎に1ページが割り当てられており、ビデオと一緒に、地図やリンク、周辺情報など、各種情報を得ることができる。現在は、運営者の技術不足もあり都度各ページを作成しているが、将来的には、これらをデータベース化することも計画されている。これとは別に、ポッドキャストも行っており、eyeVioやPeeVee.TVのRSS（ホームページにもリンクが張られている）をiTunesに登録することで、iPod等から見ることができるようになる。
昨今では、地元のケーブルテレビ局等に投稿し、ケーブルテレビの番組を通じて情報を提供している。

## 編集素材
ビデオ及び写真は、全て運営者及びスタッフが撮影したものである。BGMに関しては、インターネット上にある、無料の著作権フリー音楽素材や、有料の著作権フリー音楽素材を用いている。

## 撮影機材
撮影機材は、5台のハイビジョンビデオカメラを有している。
- SONY HDR-AX2000（HDR-FX1000からの変更）
- SONY HDR-CX500V
- HXR-NX70J
- GoPro HERO3 BlackEdition ×2

またこれとは別に、録音用機器として、リニアPCMレコーダーを有している。
- OLYMPUS LS-10

編集ソフトは、以下の2本を所有しているが、Sony Creative Software Inc.の Vegas Pro12 を主に利用している。
- Sony Creative Software Inc. Vegas Pro12
- Adobe Creative Cloud

2013年からは、空撮用機器として以下のマルチコプターを導入している。
- DJI F550
- DJI PHANTOM

## チャンネル構成
こちら三河放送局における、チャンネル構成については2013年に大幅変更があった為、編集中

## 相互リンク関係
こちらみかわ放送局では、初期からいくつかのインターネットテレビ局と相互リンク関係になっている。
- alltamura.tv - 福島県田村市、田村郡を紹介する
- 碧海ロコネット放送局 - 愛知県の碧海地域の情報を提供する
- 南知多テレビ - 愛知県知多郡南知多町の観光情報を紹介する
- シンガープロ - 主に演歌歌手を紹介する
- ベアーズマガジン - 北海道旭川市から情報を発信する
- テレビとよた - 愛知県豊田市から情報を発信する